# Nesopupa ponapica
Nesopupa ponapica е вид коремоного от семейство Vertiginidae.

## Разпространение
Видът е разпространен в Микронезия.